# ميريام عطا الله
ميريام عطا الله (7 يوليو 1981 -)، ممثلة ومطربة سورية. ولدت في بلدة «دير عطية» التي تبعد مسافة 88 كيلومتر عن دمشق تتألف عائلتها من الأم السيدة «أديبة» والأب السيد «عطالله»، وكان يعمل مدرساً للموسيقى والأخوات: الكبرى نسرين ثم نوال وأخيراً شيرين والأخ الأصغر فادى وميريام هي الثالثة بين أخوتها، عاشت ميريام في بلدة «دير عطية» في سوريا وأنهت دراسة الشهادة الثانوية الفنية بتميز.

## الدراسة
التحقت ميريام بالمعهد العالى للفنون المسرحية بدمشق حيث درست التمثيل والفنون المسرحية خلال تلك السنوات كانت ميريام تغني في الحفلات القومية لكي توفر مصاريف الدراسة، وكان أستاذها بالمعهد الفنان السوري الكبير جمال سليمان والذي كان يعتبرها إحدى طالباته المفضلات وأثناء دراستها بالمعهد وهي في السنة الثالثة قدمت مسرحية من الأدب الروسي اسمها «الحضيض» وكانت تقدم فيها شخصية فتاة تدعى «ناستيا» وشاهدها في تلك المسرحية المخرج «طلال محمود» الذي اكتشفها وقدمها للتلفزيون السورى في مسلسل «نرجس» الذي كان أول أعمالها على مستوى الأحتراف وعندما انتقلت للسنة الرابعة بالمعهد أختارها الفنان السورى «ياسر العظمة» لتشارك في مسلسل «مرايا»

## برنامج ستار أكاديمي
بعد تخرجها من المعهد العالى للفنون المسرحية التحقت ببرنامج اكتشاف المواهب «ستار أكاديمي» في موسمة الأول والذي حقق لها شعبية واسعة بعد أن ارتبط المشاهدين بتلك الفتاة السورية الرقيقة التي يشاهدونها على الهواء 24 ساعة في تجربة كانت جديدة وقتها حيث استطاعت ميريام عطالله أن تدخل قلوب الجماهير في الوطن العربى، وكان زملائها في ستار اكاديمي 1 هم محمد عطية ومحمد خلاوى وبهاء الكافي التي ارتبطت معها بصداقة استمرت حتى الآن وبشار الشطي واحمد الشريف وسينثيا تلك المجموعة التي ارتبطت بقلوب ووجدان المشاهدين وبعد خروج ميريام من برنامج ستار اكاديمى وبعد انفضاض الملاحقة الاعلامية والجماهيرية اتخذت قرار الاستمرار في مجال الغناء.

## مشوار احتراف الغناء
بعد تخرجها من ستار اكادمي 1 وقعت مع شركة ستار سيستم عقد لمدة 5 سنوات لادارة أعمالها.. خلال سنتين ونص لم تقدم لها ا أي شيء ففسخت العقد وباشرت الإنتاج بنفسها حيث قدمت أول سينغل ((مالمع)) من كلمات أحمد درويش وألحان هيثم زياد توزيع سامي بيطار قدمت هذه الاغنية على مسرح برنامج هاي هية الغنية على تلفزيون LBC

## الغناء لنزار قباني
غنّت ميريام عطا الله قصيدة «حبلى» للشاعر الكبير نزار قباني من ألحان صلاح الشرنوبي.

## الكليب الأول
أول كليب غنائى كان «أمان» من أخراج رندلى قديح، قامت بأنتاجه بنفسها ب 2009 واهتمت بكل التفاصيل من الألف إلى الياء، مما يذكر انها قامت بتصوير الكليب وهي لم تنام لمدة يومين، قصة الكليب حول فتاة تعمل في أحد الكافيهات تجد منشور علية صورة حبيبها وانة مطلوب للعدالة فتقوم بتمزيقة وفي نهاية الكليب تهرب مع حبيبها وتتزوجة.

## الألبوم الأول
أطلقت أول ألبوماتها والذي أنتجته على نفقتها الخاصة من الأجر الذي تتحصل عليه من المسلسلات والحفلات بعام 2013 وهو يضم تسع أغنيات تتنوع ما بين اللهجات السورية والمصرية واللبنانية حيث تقدم أغنيتين باللهجة المصرية هما «قلبى محتار» و«أحب تاني» و«بسيطة» وأغنية باللهجة اللبنانية هما «حاكيني»، وباللهجة البيضاء «أمان» و«خدّاع»، و «روحي بتهواك» كما حرصت ميريام على التنوع قي موضوعات الأغنيات التي ضمنتها ألبومها الجديد ما بين الدراما مثل أغنية «خداع» وأغنية «روحى بتهواك»، والرومانسية مثل أغنية «قلبى محتار»، والشقاوة مثل أغنية «أمان» والتي صورتها بطريقة الفيديو كليب من أخراج رندلى قديح، وتتعاون ميريم في ألبومها الجديد مع عدد من الشعراء الغنائيين منهم: صفوح شغالة، وأحمد درويش، ومازن أيوبي، والملحنين هيثم زياد ومحمود عيد وفاروق الجزائري والموزعين ميشيل فاضل، ناصر الأسعد، وليد عبد المسيح، ومحمد صادق.

## الألبوم الثاني
- اصدرت بصيف 2014  بعنوان ((بولاد)) من كلمات وتوزيع أيلي سابا، والحان  ريشار نجم..[1]
- ثم بربيع 2015 قدمت اغنية  ((شب الشببكلي)) من ألحان وسام الأمير وكلمات حسين إسماعيل توزيع طوني بو خليل. صورتها على طريقة الفيديو كليب مع المخرجة رندلى قديح..ولاقت هذه الاغنية  رواجا كبيرا..[2]
- أطلقت على أثرها أغنية ((الحليوة))  الشب السوري من كلماتها والحانها وتوزيع A2B اهداء لشباب سوريا.[3]
- بخريف 2015 أصدرت أغنية جديدة بعنوان ((بتسترجي)) من كلمات نديم فياض _الذي انتج لها شب الشببكلي وبتسترجي وبولاد_ وألحان أيمن قميحة توزيع أيلي سابا أيضا صورتها على طريقة الفيديو كليب مع المخرج أحمد المنجد.[4]
- 2016 اصدرت أغنية ((بسمع صوتك)) من كلمات سمير نخلة ألحان ريشارد نجم توزيع إيلي سابا..اطلقتها بمهرجان أغاني أغاني للاغنية الشرقية صيف 2016 على مسرح البيال وصورها تلفزيون إم تي في اللبنانية.[5]
- وبمناسبة عيد الحب 2017 أطلقت أغنية ((الله بيعلم)) من كلماتها وألحانها وتوزيع صبحي محمد. جمعت أغانيها بألبوم غنائي حمل اسم ((الله بيعلم)) أطلقته ضمن حفلين فنين بمناسبة عيد الحب ب 2017 جمعت فيهم أهل الصحافة والاعلام بكل من طرابلس وبيروت.[6]

## ألوان غنائية مختلفة
في العام 2015 اعادت غناء ((الله يخلي افندينا su giter)) وهي من الفلكلور التركي الكردي، بتوزيع جديد
في عام 2019 اصدرت أغنية منفردة باللون الماردللي ((ظالم)) من كلمات الشاعر جاك إبراهيم، الحان سراج دباغ
كما غنت العديد من الأغاني الوطنية لبلدها الام سورية ((عشتي سورية، الله يحميكي يا شام، أم الشهيد - كلمات وألحان: أدونيس الخطيب)) بالإضافة إلى أغنية ((شو بتمنى)) رسالة حب وأمل لبلدها الثاني لبنان الذي انطلقت منه فنيا، بعد انفجار ميناء بيروت في آب 2020.

## عودة للغناء
-عادت ميريام للغناء في (2020) ورغم الاغلاق بسبب كورونا بعد أن تعاقدت مع شركة العنود للإنتاج الفني وأصدرت الأغاني المنفردة التالية، وجميعها صورتها بطريقة الفيديو كليب:
1. كل ساعة ويوم[8] Kul sa’a Wyom من كلمات وألحان وتوزيع إحسان المنذر / شهر آب 2020 وقد لاقت اصداء قوية[9] كونها من الاغاني الصعبة وأعادت الجماهير العربية إلى نوستالجيا أربعينيات القرن العشرين بالاداء واللحن واختيار اجواء التصوير.
2. ملّا شب Malla Shab من ألحان: سليم عساف، توزيع: باسم رزق، (أيلول 2020) وهي أغنية شبابية صيفية.

- كما أصدرت أيضا «سلسلة تلك الأيام»  (أكتوبر 2020). وهي عبارة عن ألبوم تضمن ست أغنيات كلاسيكية لعمالقة الغناء العربي بتوزيع عصري:
1. بحبك يا ولفي للراحلة «نور الهدى»
2. ابعد عني عيونك «ياسمين الخيام»
3. تؤمر عالراس وعالعين للموسيقار الراحل «فريد الأطرش»
4. والنّبي وحشتنا للراحلة «شادية»
5. يمكن على بالو حبيبي «عفاف راضي»
6. آخد حبيبي للراحلة «فايزة أحمد»

- طرحت ميريام عطا الله أربعة أغاني في عام 2021 هي:
1. كُتر الجرح[11] Kurt El'garh من كلمات: أحمد قطوط، ألحان: أحمد زعيم، توزيع: عادل عايش. (يناير 2021).
2. كيف جاني (نيسان 2021) من كلمات وألحان: عماد شمس الدين، توزيع: عامر منصور.
3. اسمحلي قلّك (أيلول 2021) كلمات: بيير حايك، ألحان: يحيى الحسن، توزيع: حسن يحيى المعوش.
4. ماشفت النوم [12](نوفمبر2021) كلمات: غسان أسعد، ألحان: جورج مارديروسيان، توزيع: ناصر الأسعد.

فازت بلقب أفضل مطربة صاعدة لعام 2009 من مؤسسة دير جيست للطبع والنشر، كما حصلت على نفس الجائزة مناصفة مع المطربة العراقية شذى حسون من «الميما» أو ميدل إيست ميوزك أورد، كما وفازت بجائزة الدير جسيت الفنية كأفضل فنانة شابة عام 2010. [بحاجة لمصدر]

## التمثيل
في مجال التمثيل قدمت أدواراً في عدة مسلسلات سورية منها: المارقون إخراج نجدة إسماعيل أنزور، "ممرات ضيقة" إخراج محمد الشيخ نجيب، " ليل ورجال " إخراج " سمير حسين، "خالد بن الوليد" إخراج محمد عزيزية، كما شاركت في المسلسل الكوميدي السعودي " أبو شلاخ البرمائي" بطولة الفنان فايز المالكي، وكذلك شاركت في مسلسل "أسأل روحك" إخراج وائل رمضان.وشاركت في مسلسل صبايا 3 من إخراج ناجي طعمي وأيضاً مسلسل يوميات مدير عام 2 من إخراج زهير قنوع. وفي مسلسل وجوه وراء الوجوه من إخراج مروان بركات.. وفي العام 2017 عادت إلى الدراما بعد انقطاع كضيفة شرف في مسلسل الهيبة (مسلسل) بدور سمية طليقة تيم حسن جبل شيخ الجبل. وكذلك في مسلسل قناديل العشاق بدور الضرسانة بائعة الهوى التي تبحث عن نمط اخر للحياة بعيد عن ماخور إيف.

- (2003) مرايا
- (2003) نرجس
- (2003) فسحة سماوية
- (2005) المارقون
- (2006) خالد بن الوليد ج1
- (2007) ممرات ضيقة
- (2008) إسال روحك
- (2008) ليل والرجال
- (2011) صبايا ج3
- (2011) يوميات مدير عام 2
- (2011) الزعيم
- (2012) ما بتخلص حكاياتنا
- (2014) وجوه وراء الوجوه
- (2017) الهيبة
- (2017) قناديل العشاق
- (2018) عندي قلب
- (2018) طريق
- (2019) مسافة أمان
- (2019) دقيقة صمت

## وصلات خارجية
- القناة الرسمية على يوتيوب
- الموقع الإلكتروني